# Бахчисарайцевит
Бахчисарайцеви́т (англ. bakhchisaraitsevite) — редкий минерал, водный фосфат натрия и магния. Встречен в доломитовом карбонатите на севере Кольского полуострова (Россия). По происхождению — поздний гидротермальный минерал. Встречается в виде тонких пластинчатых кристаллов и их хаотических срастаний. Открыт недавно[когда?].
Назван в честь кристаллографа Александра Юрьевича Бахчисарайцева, исследовавшего много минералов класса фосфатов.

## Свойства
Твёрдость 2—2,5. Блеск стеклянный. Сингония моноклинная. Цвет светло-жёлтый, бесцветный или зеленоватый.